# Selze di San Pietro
Selze di San Pietro (in sloveno Selce) è un centro abitato della Slovenia, frazione del comune di San Pietro del Carso.